# Acanthacris ruficornis
Acanthacris ruficornis (лат.) — вид африканской саранчи, ортотип рода Acanthacris Uvarov, 1924 подсемейства Cyrtacanthacridinae семейства настоящих саранчовых.
Вид Acanthacris ruficornis широко распространен по всей Африке и в некоторых частях Аравийского полуострова. В Европе он встречается только на юге Испании (провинции Кадис и Альмерия). Распространённость этого вида составляет около 14 850 км².
Обитает в Северной Африке: Алжире и Марокко, в Западной Африке: в Сьерра-Леоне, Гвинее, Сенегале, Того, Нигерии, Камеруне, в Восточной Африке: в Эфиопии, Эритрее, Мозамбике, Кении, Уганде, Судане, Танзании, в Центральной Африке: в Анголе, Габоне, Демократической Республике Конго, Республике Конго, в Южной Африке: Намибии, Южно-Африканской Республике, на Мадагаскаре.
Спинная сторона груди чёрная, с жёлтой полосой по килю. Голень снабжена зубцами с наружной стороны. Насекомое по описанию похоже на саранчу перелётную (Locusta migratoria Linnaeus, 1758), но немного меньше.
На насекомых этого вида охотится сорокопут-прокурор (Lanius collaris Linnaeus, 1766), паразитируют на них Gregarina Dufour, 1828.
Таксон описал датский энтомолог Иоганн Христиан Фабриций в 1787 году как Gryllus ruficornis по образцам из Сьерра-Леоне.

## Подвиды
Подвиды (географические расы):
- Acanthacris ruficornis citrina Serville, 1838. Синоним: Acridium citrinum Serville, 1838
- Acanthacris ruficornis ruficornis Fabricius, 1787. Синонимы: Acanthacris ruficornis yemenita Uvarov, Gryllus locusta lineatus Stoll, Acridium ruficorne var. subimmaculata Finot[6].

## Синонимы
Синонимы:
- Gryllus ruficornis Fabricius, 1787[5]
- Acrydium ruficorne Olivier, 1791[7]